# Margarya mansuyi
Margarya mansuyi е вид коремоного от семейство Viviparidae. Видът е застрашен от изчезване.

## Разпространение
Разпространен е в Китай (Юннан).